# Sergio Ramos García
Sergio Ramos García (Camas, província de Sevilla, 30 de març de 1986) és un futbolista andalús que juga com a defensa central al Sevilla FC. Abans, el seu darrer equip havia estat el PSG. És internacional amb la selecció espanyola.

## Trajectòria
Va debutar a Primera Divisió l'1 de febrer de 2004, amb disset anys. A la seva primera temporada a primera va jugar set partits, jugant també amb el filial de la Segona Divisió B.
A la seva segona temporada al futbol professional va jugar trenta-un partits, sent titular a tots ells, marcant dos gols.
El 31 d'agost de 2005, el Reial Madrid el va comprar, pagant la seva clàusula de rescissió de vint-i-set milions d'euros, convertint-se en el jugador espanyol més car de la història i l'únic fitxatge espanyol fins aleshores de l'expresident blanc, Florentino Pérez.
Va debutar amb l'equip de la capital el 10 de setembre a un Reial Madrid - Celta de Vigo. A la seva primera temporada al club blanc, va jugar 33 partits de lliga, ficant 4 gols, tots de cap, i marcant a la Lliga de Campions contra l'Olympiakos FC grec.
El 20 d'abril de 2011, durant el passeig pels carrers de Madrid celebrant la victòria a la final de la copa del Rei, Sergio Ramos va deixar caure la copa sense voler i després va ser atropellada per l'autobús que duia tot l'equip. Després de recollir-la els serveis d'emergència que escortaven al vehicle, aquesta es va guardar i no va tornar a mostrar-se més en les celebracions de l'equip.
El 12 de juliol de 2011 va fer-se oficial la seva renovació amb el club madrileny fins al final de la temporada 2016-17.
El 30 de maig de 2014 fou guardonat amb la medalla d'or de la ciutat de Sevilla, per la seva contribució al foment de l'esport.
A finals del 2018 va rebre acusacions de dopatge i va fer unes declaracions defensant-se.

## Selecció espanyola
El 26 de març del 2005 va debutar amb la selecció espanyola a un amistós contra la Xina a la localitat de Salamanca. Els seus dos primers gols van ser contra la dèbil selecció de San Marino a l'octubre del mateix any. Va disputar el Mundial d'Alemanya 2006.
Va disputar la Copa del Món de Sud-àfrica 2010 com a titular amb la selecció espanyola, aconseguint el campionat i esdevenint el millor jugador del torneig segons l'índex Castrol.
El 27 de maig de 2013, entrà a la llista de 26 preseleccionats per Vicente del Bosque per disputar la Copa Confederacions 2013, i posteriorment el 2 de juny, entrà a la llista definitiva de convocats per aquesta competició.
El 31 de maig de 2014 entrà a la llista de 23 seleccionats per Vicente del Bosque per participar en la Copa del Món de Futbol de 2014; aquesta serà la seva tercera participació en un mundial. En cas que la selecció espanyola, la campiona del món del moment, guanyés novament el campionat, cada jugador cobraria una prima de 720.000 euros, la més alta de la història, 120.000 euros més que l'any anterior.

## Palmarès

### Reial Madrid
- 4 Lligues de Campions: 2013–14, 2015–16,[14] 2016–17,[15] 2017–18
- 3 Supercopes d'Europa: 2014,[16][17][18] 2016,[19] 2017
- 4 Campionats del món de clubs: 2014,[20] 2016,[21] 2017,[22] 2018
- 5 Lligues espanyoles: 2006-07, 2007-08, 2011-12, 2016-17[23] i 2019-20
- 4 Supercopes d'Espanya: 2008, 2012, 2017[24] i 2019-20
- 2 Copes del Rei: 2010-11 i 2013-14

### Paris Saint-Germain
- 2 Ligue 1: 2021-22,[25] 2022-23[26]
- 1 Supercopa francesa: 2022[27]

### Selecció espanyola
- 1 Campionat Europeu de Seleccions Sub-19 (2004)
- 2 Campionats d'Europa: 2008 i 2012
- 1 Campionat del Món: 2010

## Estadístiques
| Club                | Temporada   | Lliga   | Lliga | Lliga   | Copa    | Copa | Copa    | Europa  | Europa | Europa  | Total   | Total | Total   |
| Club                | Temporada   | Partits | Gols  | Assists | Partits | Gols | Assists | Partits | Gols   | Assists | Partits | Gols  | Assists |
| ------------------- | ----------- | ------- | ----- | ------- | ------- | ---- | ------- | ------- | ------ | ------- | ------- | ----- | ------- |
| Sevilla FC          | 2003-04     | 7       | 0     | 0       | 0       | 0    | 0       | 0       | 0      | 0       | 7       | 0     | 0       |
| Sevilla FC          | 2004-05     | 31      | 2     | 0       | 5       | 0    | 0       | 6       | 1      | 0       | 42      | 3     | 0       |
| Sevilla FC          | 2005-06     | 1       | 0     | 0       | 0       | 0    | 0       | 0       | 0      | 0       | 1       | 0     | 0       |
| Sevilla FC          | Total       | 39      | 2     | 0       | 5       | 0    | 0       | 6       | 1      | 0       | 50      | 3     | 0       |
| Reial Madrid        | 2005-06     | 33      | 4     | 2       | 6       | 1    | 0       | 7       | 1      | 1       | 46      | 6     | 3       |
| Reial Madrid        | 2006-07     | 33      | 5     | 4       | 2       | 0    | 0       | 6       | 1      | 0       | 41      | 6     | 4       |
| Reial Madrid        | 2007–08     | 33      | 5     | 4       | 3       | 0    | 0       | 7       | 0      | 0       | 43      | 5     | 4       |
| Reial Madrid        | 2008-09     | 32      | 4     | 3       | 0       | 0    | 0       | 8       | 1      | 0       | 40      | 5     | 3       |
| Reial Madrid        | 2009-10     | 33      | 4     | 3       | 0       | 0    | 0       | 7       | 0      | 0       | 40      | 4     | 3       |
| Reial Madrid        | 2010-11     | 31      | 3     | 2       | 7       | 1    | 1       | 8       | 0      | 0       | 46      | 4     | 3       |
| Reial Madrid        | 2011-12     | 34      | 3     | 5       | 4       | 0    | 0       | 11      | 1      | 1       | 49      | 4     | 6       |
| Reial Madrid        | 2012-13     | 26      | 4     | 0       | 3       | 0    | 0       | 9       | 1      | 1       | 38      | 5     | 1       |
| Reial Madrid        | 2013-14     | 32      | 4     | 1       | 8       | 0    | 0       | 11      | 1      | 1       | 51      | 7     | 2       |
| Reial Madrid        | 2014-15     | 27      | 4     | 1       | 4       | 1    | 0       | 11      | 2      | 0       | 42      | 7     | 1       |
| Reial Madrid        | 2015-16     | 23      | 2     | 2       | 0       | 0    | 0       | 10      | 1      | 0       | 33      | 3     | 2       |
| Reial Madrid        | 2016-17     | 28      | 7     | 0       | 3       | 1    | 0       | 13      | 2      | 2       | 44      | 10    | 2       |
| Reial Madrid        | 2017-18     | 26      | 4     | 1       | 3       | 0    | 0       | 13      | 1      | 0       | 42      | 5     | 1       |
| Reial Madrid        | 2018-19     | 28      | 6     | 1       | 6       | 3    | 0       | 8       | 2      | 0       | 42      | 11    | 1       |
| Reial Madrid        | 2019-20     | 35      | 11    | 0       | 4       | 0    | 0       | 5       | 2      | 0       | 44      | 13    | 0       |
| Reial Madrid        | 2020-21     | 15      | 2     | 0       | 1       | 0    | 0       | 5       | 2      | 1       | 21      | 4     | 1       |
| Reial Madrid        | Total       | 469     | 72    | 28      | 63      | 9    | 0       | 139     | 20     | 7       | 671     | 101   | 40      |
| Paris Saint-Germain | 2021-22     | 12      | 2     | 0       | 1       | 0    | 0       | 0       | 0      | 0       | 13      | 2     | 0       |
| Paris Saint-Germain | 2022-23     | 33      | 2     | 1       | 4       | 2    | 0       | 8       | 0      | 0       | 45      | 4     | 1       |
| Paris Saint-Germain | Total       | 45      | 4     | 1       | 5       | 2    | 0       | 8       | 0      | 0       | 58      | 6     | 1       |
| Sevilla FC          | 2023-24     | 14      | 1     | 0       | 4       | 2    | 0       | 5       | 2      | 1       | 23      | 5     | 1       |
| Sevilla FC          | Total       | 53      | 3     | 0       | 9       | 2    | 0       | 11      | 3      | 1       | 73      | 8     | 1       |
| Trajectòria         | Trajectòria | 599     | 81    | 29      | 77      | 13   | 0       | 158     | 23     | 8       | 833     | 117   | 37      |

Assists.: Assistències de gol